# Etel Adnan
Etel Adnan (arabiska: إيتيل عدنان), född 24 februari 1925 i Beirut, Libanon, död 14 november 2021 i Paris, Frankrike, var en libanesisk-amerikansk poet, essäist och bildkonstnär. Adnan ansågs 2003 vara "den utan tvekan mest fulländade arabamerikanska författaren idag" enligt den akademiska tidskriften MELUS: Multi-Ethnic Literature of the United States.
Adnan bodde i Paris och i Sausalito, Kalifornien.

## Biografi
Etel Adnan föddes 1925 i Beirut, Libanon. Adnans mor var en kristen grekiska från Smyrna och hennes far var en syrisk muslim. Fast hon växte upp som grekisk- och turkisktalande i ett huvudsakligen arabisk-talande samhälle, utbildades hon i franska klosterskolor och i franska språket. Sina tidiga verk skrev hon på franska.
Vid 24 års ålder reste Adnan till Paris, där hon tog en examen i filosofi vid Paris universitet. Sedan reste hon till USA, där hon fortsatte på avancerad nivå vid University of California, Berkeley och vid Harvard University. Från 1952 till 1978 undervisade hon i konstfilosofi vid Dominican University of California i San Rafael.
Adnan återvände från USA till Libanon och arbetade som journalist och kulturell utgivare för den franskspråkiga tidningen Al-Safa i Beirut. Dessutom hjälpte hon till att bygga upp tidningens kulturella avdelning. Ibland bidrog hon med tecknade filmer och illustrationer. Hennes arbete vid Al-Safa var mest anmärkningsvärt för hennes sektion på första sidan, där hon kommenterade dagens viktiga politiska frågor.
På senare år började Adnan att öppet erkänna sig som lesbisk.

## Bildkonst
Adnan arbetar är också målare; hennes tidigaste abstrakta verk skapades med hjälp av en palettkniv för att applicera oljemålning på duken - ofta direkt från tuben - i fasta svep över bildens yta. Fokus för kompositionerna är ofta en röd kvadrat; hon är fortfarande intresserad av "färgens omedelbara skönhet". 2012 presenterades en serie av konstnärens färgglada abstrakta målningar som en del av dOCUMENTA (13) i Kassel, Tyskland. 2012 ställdes en serie av konstnärens färgglada abstrakta målningar ut som en del av documenta 13 i Kassel, Tyskland.
På 1960-talet började hon integrera arabisk kalligrafi i sina konstverk och i sina böcker, som i Livres d’Artistes [Artist's Books]. Hon påminner om sådana som sitter i timmar och kopierar ord från en arabisk grammatikbok, utan att försöka förstå betydelsen av orden. Hennes konst påverkas mycket av tidiga hurufiyya-artisterna; inklusive den irakiske konstnären Jawad Salim, den palestinske författaren och konstnären Jabra Ibrahim Jabra och den irakiska målaren Shakir Hassan al Said, som förkastade västerländsk estetik och omfamnade en ny konstform som modern men som ändå anknöt till traditionell kultur, media och tekniker.
Inspirerad av japanska vikta broschyrer målar Adnan också landskap på vikbara skärmar som kan "utökas i rymden som fristående teckningar".
2014 ställdes en samling av konstnärens målningar och vävda tapeter ut som en del av Whitneybiennalen vid Whitney Museum of American Art.
2017 fanns Adnans verk med i "Making Space: Women Artists and Postwar Abstraction", en grupputställning organiserad av MoMA, som förde samman framstående konstnärer som Ruth Asawa, Gertrudes Altschul, Anni Albers, Magdalena Abakanowicz, Lygia Clark, och Lygia Pape, bland andra.
2018 var MASS MoCA värd för en Retrospektiv utställning om konstnären, med titeln "A yellow sun A green sun a yellow sun A red sun a blue sun", som även omfattar målningar med olja och bläck och ett rum där man kunde läsa hennes skrivna verk. Med utställningen ville man undersöka hur upplevelsen av att läsa poesi skiljer sig från upplevelsen av att titta på en målning.
2018 publicerades "Etel Adnan", en biografi som hade skrivits av Kaelen Wilson-Goldie. Den reflekterar över konstnärens verk som shaman och aktivist.